# Le Procès de Julie Richards
Pour les articles homonymes, voir One Potato, Two Potato.
Pour plus de détails, voir Fiche technique et Distribution.
Le Procès de Julie Richards (titre original : One Potato, Two Potato) est un film de procès américain réalisé par Larry Peerce, sorti en 1964, avec Barbara Barrie et Bernie Hamilton dans les rôles principaux.

## Synopsis
Le film raconte les difficultés auxquelles doit faire face un couple dit « interracial » aux États-Unis. Un employé de bureau noir épouse une femme divorcée blanche. L'ex-mari de celle-ci réclame alors la garde de leur fille devant le tribunal, invoquant le bien-être de l'enfant, menacé selon lui par l'environnement créé par ce mariage.

## Fiche technique
- Titre français : Le Procès de Julie Richards
- Titre original : One Potato, Two Potato
- Réalisation : Larry Peerce
- Scénario : Orville H. Hampton, Raphael Hayes, d'après l'histoire originale de Orville H. Hampton intitulée Shades of Black and White
- Musique composée et dirigée par : Gerald Fried
- Chef accessoiriste : Jack Lynch
- Photographie : Andrew Laszlo
- Montage : Robert Fritch
- Musique composée et dirigée par : Gerald Fried
- Son : Jack F. Lilly, Don Jones
- Mixage : Glen Glenn
- Producteur : Anthony Spinelli
- Producteur délégué : Stephen Shalom
- Société de production : Bawalco Picture Company
- Société de distribution : Cinema V (États-Unis), StudioCanal (France)
- Budget : 340 000 dollars
- Pays de production :  États-Unis
- Langue originale : anglais américain
- Format : Noir et blanc — 35 mm — 1,37:1 — Son : Mono
- Genre : Film dramatique
- Durée : 83 minutes (1 h 23)[1] - 92 minutes - 102 minutes[2]
- Dates de sortie : 
  - États-Unis :29 juillet 1964
  - France : 28 août 1964
  - Royaume-Uni : 4 mars 1967

## Distribution
- Barbara Barrie : Julie Cullen Richards
- Bernie Hamilton : Frank Richards
- Richard Mulligan : Joe Cullen
- Harry Bellaver : le juge Warren Powell
- Robert Earl Jones : William Richards
- Marti Mericka : Ellen Mary Cullen
- Vinette Carroll : Martha Richards
- Sam Weston : Johnny Hruska
- Faith Burwell : Ann Hruska
- Jack Stamberger : le pasteur
- Michael Shane : Jordan Hollis
- The Kenny Bass Orchestra : l'orchestre au mariage

## Récompenses et distinctions
Pour son interprétation de Julie Cullen Richards, Barbara Barrie gagna le prix d'interprétation féminine au Festival de Cannes 1964.